# نوی-ایشنبرگ
نوی-ایشنبرگ (به آلمانی: Neu-Eichenberg) یک شهر در آلمان است که در ورا-مایسنر واقع شده‌است. نوی-ایشنبرگ ۱٬۸۸۸ نفر جمعیت دارد.